# Hô hấp kị khí
Hô hấp kị khí hay còn gọi là hô hấp yếm khí là hô hấp sử dụng chất ôxi hóa khác không phải ôxi. Tuy ôxi không được sử dụng như chất nhận electron (chất oxy hóa) cuối, quá trình vẫn sử dụng một chuỗi chuyền electron gọi là physolmere; sự hô hấp không có ôxi.
Trong quá trình hô hấp của những sinh vật hiếu khí, electron được gắn kết vào một chuỗi chuyền electron, và chất oxy hóa cuối là ôxi. Phân tử ôxi là một chất có tính oxy hóa rất cao, do đó nó là một chất nhận electron xuất sắc. Ở những sinh vật yếm khí, những chất ít oxy hóa khác như là sunfat (SO42−), nitrat (NO3−), sulfur (S), hay fumarat được sử dụng. Những chất nhận electron cuối này có khả năng khử kém hơn O2, có nghĩa là có năng lượng ít hơn được sản sinh ra trên mỗi phân tử bị oxy hóa. Vì vậy, ta có thể nói rằng, hô hấp yếm khí kém hiệu quả hơn hô hấp hiếu khí.
Hô hấp yếm khí được sử dụng chủ yếu bởi các vi khuẩn và cổ khuẩn sống trong môi trường thiếu thốn ôxi. Nhiều sinh vật yếm khí thuộc trong dạng yếm khí bắt buộc, tức là chúng sẽ chỉ hô hấp được với những hợp chất yếm khí và sẽ chết nếu có sự hiện diện của ôxi.

## So sánh với lên men
Có hai con đường hình thành mêtan vi khuẩn quan trọng, thông qua quá trình khử cacbonat (hô hấp) và lên men acetate.
Hô hấp tế bào (cả yếm khí và kỵ khí) sử dụng các hợp chất hóa học bị khử mạnh như NADH và FADH2 (ví dụ được tạo ra trong quá trình glycolysis và chu trình axit citric) để tạo ra độ dốc điện hóa (thường là gradient proton) qua màng, dẫn đến điện thế hoặc chênh lệch nồng độ ion trên màng. Các hợp chất hóa học bị khử được oxy hóa bởi một loạt các protein màng tích hợp hô hấp với khả năng khử tăng dần theo tuần tự với chất nhận điện tử cuối cùng là oxy (trong hô hấp hiếu khí) hoặc một chất hóa học khác (trong hô hấp kỵ khí). Một động lực proton điều khiển các proton xuống gradient (qua màng) thông qua kênh proton của ATP synthase. Kết quả hiện tại thúc đẩy tổng hợp ATP từ ADP và phosphat vô cơ.
Ngược lại, quá trình lên men không sử dụng gradient điện hóa. Thay vào đó, quá trình lên men chỉ sử dụng quá trình phosphoryl hóa ở mức cơ chất để tạo ra ATP Chất nhận điện tử NAD + được tái sinh từ NADH được hình thành trong các bước oxy hóa của quá trình lên men bằng cách khử các hợp chất oxy hóa. Các hợp chất oxy hóa này thường được hình thành trong quá trình lên men, nhưng cũng có thể là bên ngoài. Ví dụ, ở vi khuẩn axit lactic đồng hóa, NADH hình thành trong quá trình oxy hóa glyceraldehyd-3-phosphate bị oxy hóa trở lại NAD + bằng cách khử pyruvate thành axit lactic ở giai đoạn sau trong quá trình này. Trong nấm men, acetaldehyd được khử thành ethanol để tái tạo NAD +. Do đó, hai quá trình tạo ATP theo những cách rất khác nhau và các thuật ngữ không nên được coi là từ đồng nghĩa.

## Tầm quan trọng trong hệ sinh thái
Hô hấp yếm khí là một thành phần quan trọng của chu trình nitơ, sắt, lưu huỳnh và carbon toàn cầu thông qua việc giảm các oxy hóa của nitơ, lưu huỳnh và carbon thành các hợp chất khử nhiều hơn. Chu trình hóa sinh của các hợp chất này, phụ thuộc vào quá trình hô hấp yếm khí, tác động đáng kể đến chu trình carbon và sự nóng lên toàn cầu. Hô hấp yếm khí xảy ra trong nhiều môi trường, bao gồm trầm tích nước ngọt và biển, đất, tầng ngậm nước ngầm, môi trường dưới bề mặt sâu và màng sinh học. Ngay cả môi trường, chẳng hạn như đất, có chứa oxy cũng có môi trường vi mô thiếu oxy do đặc tính khuếch tán chậm của khí oxy.
Một ví dụ về tầm quan trọng sinh thái của hô hấp yếm khí là việc sử dụng nitrat làm chất nhận điện tử cuối, hoặc khử nitrat hòa tan, là con đường chính mà nitơ cố định được đưa trở lại khí quyển dưới dạng khí nitơ phân tử. Một ví dụ khác là methanogenesis, một dạng hô hấp cacbonate, được sử dụng để sản xuất khí metan bằng cách tiêu hóa yếm khí. Mêtan sinh học được sử dụng như là một thay thế bền vững cho nhiên liệu hóa thạch. Về mặt tiêu cực, quá trình methanogenesis không được kiểm soát tại các bãi chôn lấp giải phóng một lượng lớn khí mêtan vào khí quyển, nơi nó hoạt động như một loại khí nhà kính mạnh mẽ. [4] Hô hấp sunfat tạo ra hydro sulfide, chịu trách nhiệm cho mùi 'trứng thối' đặc trưng của vùng đất ngập nước ven biển và có khả năng kết tủa các ion kim loại nặng từ dung dịch, dẫn đến sự lắng đọng của quặng kim loại sulfide.